# Flora Tasmaniae
Flora Tasmaniae (abreviado Fl. Tasman.) es un libro con descripciones botánicas que fue escrito por el botánico y explorador inglés Joseph Dalton Hooker y publicado en dos partes en los años 1855-59.